# Troponina I
La troponina I es una proteína que forma parte del complejo de la troponina. Se une a la actina en los miofilamentos delgados con el fin de mantener unido el complejo troponina:tropomiosina. La letra I se refiere a su función inhibitoria en la unión de filamentos de actina con los de miosina (Evita la formación de puentes cruzados entre ambas: evita contracción muscular)

## Tipos
Existen tres subtipos principales de la troponina I, localizados en diferentes tejidos:
- La isoforma troponina I en el músculo liso de contracción lenta, denominada TNNI1.
- La isoforma troponina I en el músculo liso de contracción rápida, denominada TNNI2.
- La isoforma troponina I cardíaca, denominada TNNI3.

## Patologías
Una liberación elevada de troponina I puede presentarse en pacientes con miocardiopatía hipertrófica y acentuarse transitoriamente con el ejercicio, reduciéndose por efecto de medicamentos beta bloqueadores.